# Minotaur (film)
Minotaur è un film del 2006 diretto da Jonathan English.
La pellicola, prodotta da Stati Uniti, Italia, Germania, Francia e Spagna, e sceneggiata da Nick Green e Stephen McDool, è chiaramente ispirata alla storia di Creta, del Minotauro e di Tèseo.

## Trama
L'isola di Creta, il regno di Minosse, è un luogo oscuro dove la popolazione prega il dio Toro che è in grado di dare forza e virilità agli uomini. Per creare l'essere perfetto, la regina del regno si dona al Toro, dando vita al Minotauro, un enorme e mostruoso ibrido tra uomo e toro, intelligente e tendente all'antropofagia fin dalla nascita in quanto nutrito con il sangue della madre. La creatura, adorata come una divinità, viene richiusa in un labirinto, e ogni tre anni, otto giovani di un villaggio vengono mandati nella dimora della bestia come sacrificio a causa dell'assassinio del giovane primogenito di Minosse per mano di un uomo di quel villaggio.
In un villaggio della Grecia, arrivato il tempo del quinto sacrificio, Theo, il figlio del capo villaggio Cyrnan, non riesce a dimenticare come il suo grande amore, Fion, è stata rapita e portata dalla bestia per essere divorata. Mentre la portavano via, fece cadere un amuleto, che si ruppe in due pezzi: uno destinato alla ragazza, l'altro a Theo. Presto gli uomini di Creta sarebbero arrivati al villaggio con l'intento di prendere otto ragazzi per l'immolazione. Cyrnan, ordina al figlio di rimanere nelle colline, così da non essere preso per l'offerta rituale. Theo, segue l'ordine, ma quando una profetessa lebbrosa gli rivela che Fion è viva e che il Minotauro non è affatto una bestia divina, il ragazzo fa uno scambio di posto con uno degli otto.
Oltre Theo, gli altri sette per il sacrificio sono:  Tyro (un giovane uomo ostile. Anch'egli amava Fion e per questo è molto scontroso col figlio del capo villaggio), Danu (il migliore amico di Theo), Morna (L'amata di Danu), Didi (segretamente innamorata di Tyro), Vena (una ragazza scontrosissima e vile), Ziko (la spalla di Tyro) e Nan (timorata del Toro). Arrivati nel grande castello, gli otto fanno conoscenza con Deucalion e la sua sorella Raphaella, anch'ella desiderosa di sbarazzarsi del Minotauro. La donna, si innamorerà perdutamente di Theo, ma non verrà ricambiata. Gli otto verranno buttati nel labirinto della Bestia, rendendo vane ogni loro mossa per non sfuggire dal castello. Nan è la prima a morire. Raphaella, per amore, decide di non accettare la richiesta del fratello che la invita ad avere un figlio con lui, per dare così un erede al trono. Al contrario, si butta nella fossa, decidendo così di aiutare i sette rimasti.
Raphaella dirà agli altri che è venuta per soccorrerli, e che una sua amica è pronta ad aprire le porte che conducano al palazzo attraverso un passaggio segreto. Vena non la crede, ma non le sarà possibile allontanarsi visto che sarà uccisa dal Minotauro. Il gruppo giunge al passaggio segreto, che si trova stranamente proprio nella tana della bestia. Tuttavia,  la porta segreta è chiusa, dovuta al fatto che Deucalion ha ucciso la sua amica, non permettendole di aprirla. Il divino, appare nuovamente e questa volta uccide Ziko, facendo dividere il gruppo. Didi, rimasta da sola con Tyro, lo ascolta mentre parla di Fion. Incapace di mentire a tale dolore, la ragazza le confessa che lei è stata sempre innamorata di lui, anche sapendo quello che provava per Fion. Tyro, rimane un attimo sconvolto, scoprendo poi di amare anch'egli la ragazza e di voler scappare con lei da quell'inferno. I due cercano di scappare arrampicandosi dalla fossa dove erano stati buttati. Purtroppo per loro, il Minotauro appare e uccide Didi sotto gli occhi di un impotente Tyro.
Theo, Danu e Morna trovano un sopravvissuto alla fame bestiale del Minotauro, Turag. L'uomo sembra aver perso la ragione, raggiungendo l'apice della pazzia. Una mappa del folle, indica la posizione delle altre persone disperse nel labirinto. Theo la usa per trovare Fion, allontanandosi da i due amici, che trovano egoista il suo comportamento. Il ragazzo, però, trova il cadavere mummificato di Fion e prendendo tra le mani l'altra parte del talismano rotto in precedenza, incomincia a disperarsi e non capisce perché la lebbrosa ha mentito. L'odio di Theo si amplifica quando anche Danu muore, proteggendo la donna che ha sempre amato. Raphaella lo raggiunge, e gli rivela che è stata lei a parlare con la veggente, chiedendole di far venire qualcuno che potesse uccidere la bestia per porre fine all'ingiusto bagno di sangue dovuto al fatto che il mostro uccise il primogenito di Minosse e che venendo nascosto nel labirinto per la vergogna dei cretesi che addossarono la colpa al villaggio innocente.
Theo si scontra con la bestia, ma non trovando alcun modo per ucciderla scappa, riuscendoci solo grazie alla morte di Tyro, infuriato per la morte di Didi. Il ragazzo, scopre che il labirinto è una riserva di gas naturale e quindi sensibile al fuoco. Unendo le due parti dell'amuleto, fa scoppiare un incendio che si propaga per la zona, fino alle sale del castello, colpendo Deucalion. Theo e Raphaella, riparati in un lago naturale, si salvano dall'esplosione, ma scoprono che il Minotauro è ancora vivo. Il ragazzo, lo impala dritto in bocca con un pezzo di corno con l'affilata punta che s'era spezzato precedentemente, uccidendolo una volta per tutte. L'eroe, insieme alla ragazza e a Danu e Turag, riparati all'incendio nei margini del labirinto, riescono ad uscire dal labirinto in rovina e ormai cadente. Raphaella dà l'addio a suo fratello, ferito mortalmente dall'esplosione. Diventata la nuova regina di Creta, ordina a tutti di sbarazzarsi delle maschere del Toro, rinnegandolo. Infine, dice a Theo di non dimenticare mai Fion, visto che è grazie a lei che è arrivato fin lì e ha potuto uccidere il Minotauro.